# 张充仁纪念馆
31°09′13″N 121°20′53″E / 31.15365°N 121.34809°E

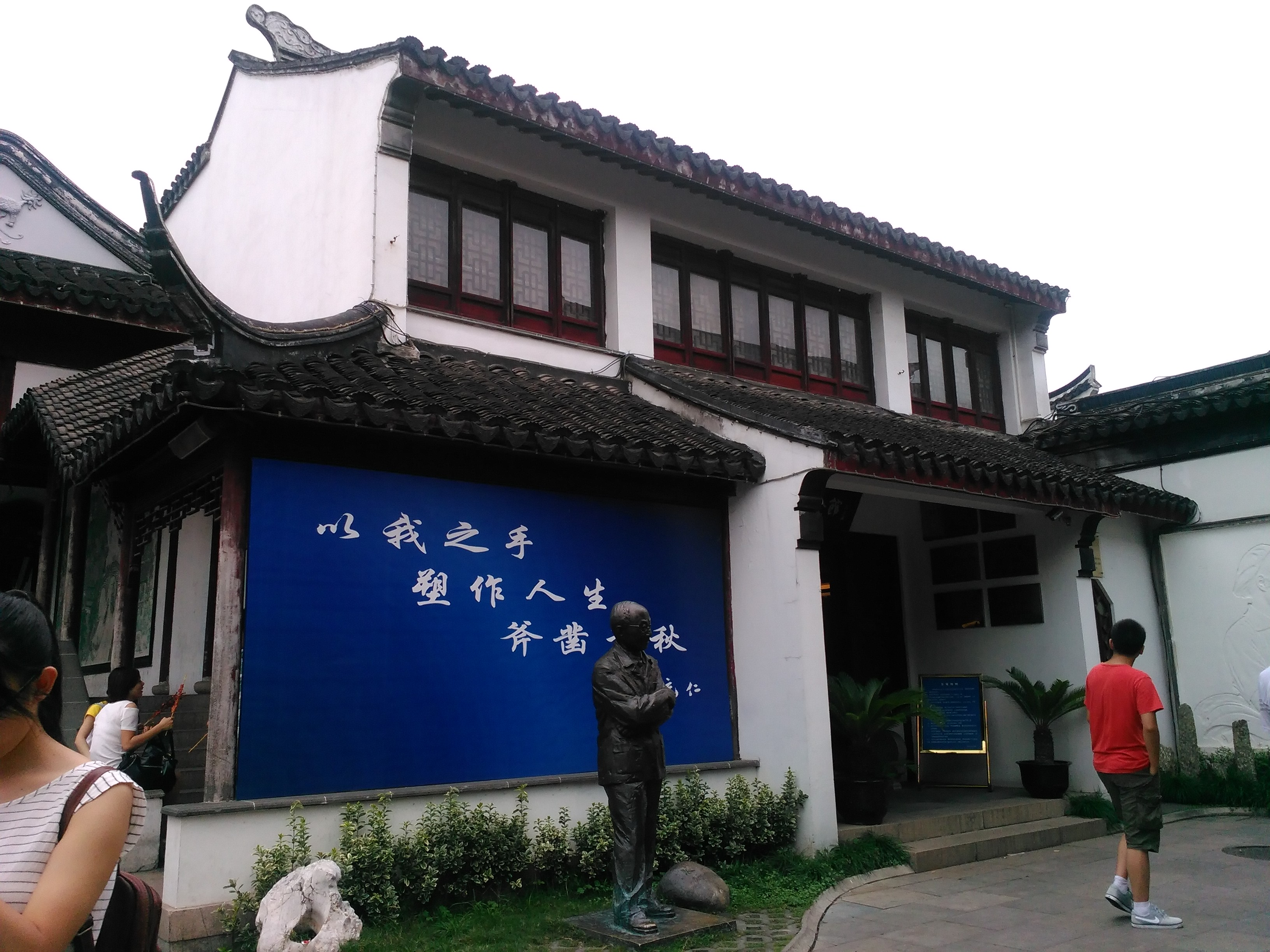
上海市闵行区七宝镇北西街75号，张充仁纪念馆

张充仁纪念馆是闵行区博物馆下属的一间纪念馆，位于上海市闵行区七宝镇北西街75号（蒲溪广场75号），以雕塑家张充仁的生平为主要陈列内容。

## 历史
纪念馆设于蒲汇塘边的张之珍、张维城旧宅内，是明清时期建筑，二层砖木结构，建筑面积587平方米（一说700平方米）。2001年，七宝镇启动七宝老街改造二期，决定筹建张充仁纪念馆，在征得张充仁家人同意并签订协议后，选定场馆地址并进行装潢、布展。2003年3月17日，张充仁纪念馆开放给市民参观。
该馆目前设置了序厅、“饮誉欧洲”、“画室春秋”、“雕塑泰斗”四个展区，分别介绍了张充仁的艺术启蒙、初露锋芒、欧洲闻名及返回中国后开设画室并投入抗日救亡、艺术教育的过程，并展示了张充仁赴法国定居后的艺术生涯，同时也展出张充仁生前创作的水彩画、雕塑、油画代表作品，其中包括了张充仁晚年创作的密特朗、德彪西、邓小平人像雕塑。此外，张充仁纪念馆专门开设一个展区，展示张充仁和《丁丁历险记》作者埃尔热的相关资料。此外，为纪念张充仁诞辰一百周年，纪念馆特意塑造一尊张充仁全身铜像一尊安放在纪念馆门口，以示纪念。
此外，张充仁纪念馆开展各类活动，并和上海张充仁艺术研究交流中心一起举办多场学术研讨活动，出版、发布一些纪念性文章、书籍。

## 评价
张充仁的家属在纪念馆开馆时送去贺电，表示以一年时间筹备成立的这家小型博物馆是一个奇迹；时任比利时驻沪总领事麦克思表示，为张充仁所建的纪念馆，是张充仁和埃尔热伟大友谊的象征。
该馆2004年被评选为闵行区爱国主义教育基地，2005年起被评为闵行区文明单位，2009年被中华人民共和国文化部评为国家三级博物馆，2012年被评为上海市爱国主义教育基地。